# Marathon van Milaan 2000
De Marathon van Milaan 2000 vond plaats op zondag 3 december 2000. Het was de eerste editie van deze marathon.
De wedstrijd bij de mannen werd gewonnen door de Keniaan Simon Biwott in 2:09.00. Hij had ruim drie minuten voorsprong op zijn achtervolger Roberto Barbi uit Italië, die in 2:12.04 over de finish kwam. De Italiaanse Lucilla Andreucci won de wedstrijd bij de vrouwen in 2:29.43. Zij had liefst vijf minuten voorsprong op de concurrentie, van wie de Hongaarse Judith Nagy het snelst was in 2:34.42.

## Wedstrijd
Mannen
| rang   | naam               | land | tijd    |
| ------ | ------------------ | ---- | ------- |
| Goud   | Simon Biwott       | KEN  | 2:09.00 |
| Zilver | Roberto Barbi      | ITA  | 2:12.04 |
| Brons  | Elas Bastos        | BRA  | 2:12.08 |
| 4      | Philip Tanui       | KEN  | 2:12.43 |
| 5      | Julius Ruto        | KEN  | 2:13.14 |
| 6      | Fabio Rinaldi      | ITA  | 2:13.23 |
| 7      | John Monyatso      | RSA  | 2:15.45 |
| 8      | Francisco Bautista | MEX  | 2:15.50 |
| 9      | Josiah Bembe       | RSA  | 2:17.57 |
| 10     | Ntgusu Urge        | ETH  | 2:19.21 |

Vrouwen
| rang   | naam              | land | tijd    |
| ------ | ----------------- | ---- | ------- |
| Goud   | Lucilla Andreucci | ITA  | 2:29.43 |
| Zilver | Judith Nagy       | HUN  | 2:34.42 |
| Brons  | Vilma Guerra      | ECU  | 2:38.15 |
| 4      | Krystyna Kula     | POL  | 2:41.08 |
| 5      | Kulii Kaljus      | ETH  | 2:43.20 |
| 6      | Agnes Jakab       | KEN  | 2:44.52 |
| 7      | Manuela Borbolan  | ITA  | 2:52.38 |
| 8      | Chiara Boschini   | ITA  | 2:59.42 |
| 9      | Livia Torre       | ITA  | 2:59.58 |
| 10     | Monica Pezzotti   | ITA  | 2:59.58 |

2000 ·
2001 ·
2002 ·
2003 ·
2004 ·
2005 ·
2006 ·
2007 ·
2008 ·
2009 ·
2010 ·
2011 ·
2012 ·
2013 ·
2014 ·
2015 ·
2016 ·
2017